# Tesserodoniella elguetai
Tesserodoniella elguetai là một loài bọ cánh cứng trong họ Bọ hung (Scarabaeidae).